# Loretta Lux
Loretta Lux (née en 1969 à Dresde en Allemagne) est le pseudonyme d'une artiste photographe connue pour ses portraits surréalistes d'enfants.
Elle vit et travaille à Monaco.

## Biographie
Elle débute à la galerie Yossi Milo à New York en 2004. L'exposition remporte un vif succès, profitable à la fois à l'artiste et à la jeune galerie, avec des ventes et des prix jamais vus auparavant pour une nouvelle galerie. Certaines pièces sont même vendues avant l'exposition.
En 2005, Lux reçoit le Infinity Award for Art du Centre international de la photographie, un prix prestigieux auparavant attribué à Cindy Sherman et à Andreas Gursky. Son travail a depuis été largement montré au public, non seulement aux États-Unis mais aussi en Europe, y compris lors d'expositions individuelles : en 2006 au Musée de la photographie à La Haye aux Pays-Bas et à la 6e biennale de la photographie à Moscou. Son travail est présent dans de nombreuses collections en Europe et aux États-Unis : Musée Solomon R. Guggenheim3, Musée de Cleveland4, MOCP5, Musée d'Art Moderne de San Francisco, Musée d'art contemporain de Los Angeles, Art Institute de Chicago, Israel Museum de Jérusalem, Musée de la photographie à La Haye, Musée Reina Sofía à Madrid et Musée de l’Elysée à Lausanne. Ses portfolios ont été présentés dans de nombreuses revues d'art. Environ une quarantaine de ses œuvres sont passées en enchères publiques, se négociant entre 10 000 et 20 000 euros selon leur nature et leurs dimensions. Lux réalise ses compositions en combinant et retouchant numériquement les photographies qu'elle prend et les peintures qu'elle réalise. Ses œuvres sont souvent dans des tonalités pastel et sur des fonds neutres, fréquemment de taille modeste (12 à 20 pouces) contrairement à la plupart des photographes contemporains, et tirés sur Ilfochrome. Son travail, à la fois élégant et dérangeant, mettant souvent en scène des enfants (fils et filles de ses proches), est influencé par de multiples travaux et artistes. Lux a d'abord été formé à la peinture à l'Académie des beaux-arts de Munich et a été influencée par des peintres comme le peintre maniériste du XVIe, Diego Velázquez ou Agnolo di Cosimo ou bien encore Phillip Otto Runge, un romantique allemand7.
Lux avoue aussi avoir une dette envers deux fameux photographes qui ont réalisé de nombreux portraits d'enfants à l'époque victorienne : Julia Margaret Cameron et Lewis Carroll. Inka Graeve Ingelmann, curateur, voit dans Lux une continuatrice de l'école allemande de l'objectivité représentée par les Becher et poursuivie par leurs élèves comme Struth. Certains ne manquent pas de critiquer cette vision idéalisée de l'enfance alors même que Lux est issue d'un milieu modeste en Allemagne de l'Est (son père a quitté sa mère, secrétaire, alors qu'elle était jeune).

## Collections publiques
Œuvres de Loretta Lux dans les collections publiques.
- Museo Nacional Centro de Arte Reina Sofia[2]

- Fotomuseum Winterthur[3]

- National Museum of Art, Osaka[4]

- National Gallery of Victoria, Melbourne[5]

- Art Gallery of New South Wales[6]

- Solomon R. Guggenheim Museum[7]

- The San Francisco Museum of Modern Art[8]

- Museum of Modern Art[9]

- Museum of Fine Arts, Houston[10]

- Museum of Contemporary Photography, Chicago[11]

- Museum of Contemporary Art, Los Angeles[12]

- Art Institute of Chicago[13]

- Brooklyn Museum[14]

- J. Paul Getty Museum, Los Angeles[15]
- Pinakothek der Moderne, Munich

## Expositions
- 2009 Loretta Lux, Kulturhuset,Stockholm
- 2008 Loretta Lux, Museo de Arte Contemporaneo,Monterrey, Mexico
- 2007 Retrospective, Musée de l’Elysée, Lausanne
- 2006 Loretta Lux, Yossi Milo Gallery, New York
- 2006 Imaginary Portraits, Manezh Central Exhibition Hall, Moscou
- 2006 Retrospective, Hague Museum of Photography, La Haye
- 2004 Loretta Lux, Torch Gallery, Amsterdam
- 2004 Loretta Lux, Yossi Milo Gallery, New York

## Source
- (en) Cet article est partiellement ou en totalité issu de l’article de Wikipédia en anglais intitulé « Loretta Lux » (voir la liste des auteurs).

## Revues et portfolios
- Time Magazine
- (en) Guardian
- (en) Portfolio magazine

- The Telegraph